# Heusden Koers 2000
De 52e editie van de Belgische wielerwedstrijd Heusden Koers werd verreden op 15 augustus 2000. De start en finish vonden plaats in Heusden. De winnaar was Peter Van Petegem, gevolgd door Roger Hammond en Bart Heirewegh.

## Uitslag
| Heusden Koers 2000 |                   |             |      |
| Plaats             | Naam              | Ploeg       | Tijd |
| Winnaar            | Peter Van Petegem | Farm Frites |      |
| 2                  | Roger Hammond     | Collstrop   |      |
| 3                  | Bart Heirewegh    | Spar-OKI    |      |

1929 · 1930-1935 · 1936 · 1937 · 1938 · 1939 · 1952 · 1953 · 1954 · 1955 · 1956 · 1957 · 1958 · 1959 · 1960 · 1961 · 1962 · 1963 · 1964 · 1965 · 1966 · 1967 · 1968 · 1969 · 1970 · 1971 · 1972 · 1973 · 1974 · 1975 · 1976 · 1977 · 1978 · 1979 · 1980 · 1981 · 1982 · 1983 · 1984 · 1985 · 1986 · 1987 · 1988 · 1989 · 1990 · 1991 · 1992 · 1993 · 1994 · 1995 · 1996 · 1997 · 1998 · 1999 · 2000 · 2001 · 2002 · 2003 · 2004 · 2005 · 2006 · 2007 · 2008 · 2009 · 2010 · 2011 · 2012 · 2013 · 2014 · 2015 · 2016 · 2017 · 2018 · 2019 · 2020 · 2021 · 2022 · 2023